# Filipe Matzembacher
Filipe Matzembacher (Porto Alegre, 20 giugno 1988) è un regista, scrittore e sceneggiatore brasiliano.

## Biografia
Ha diretto e/o sceneggiato diversi lavori per il cinema e per la tv, come la microserie O Ninho (2017), e insieme a Marcio Reolon le pellicole Beira-Mar (2015) e Tinta Bruta (2018), vincitrice quest'ultima del Teddy Award e del Premio C.I.C.A.E. al Festival di Berlino.

## Filmografia

### Regista

#### Cinema
- Quando a Casa Cresce e Cria Limo, co-regia di Amanda Copstein - cortometraggio (2010)
- Nico - cortometraggio (2011)
- Um Diálogo de Ballet, co-regia di Marcio Reolon - cortometraggio (2012)
- Cinco Maneiras de Fechar os Olhos, co-regia di Amanda Copstein, Emiliano Cunha, Gabriel Motta Ferreira e Abel Roland (2013)
- Quarto Vazio - cortometraggio (2013)
- Por mais que eu te leve pelos caminhos, co-regia di Marcio Reolon - cortometraggio (2014)
- Beira-Mar, co-regia di Marcio Reolon (2015)
- The Last Day Before Zanzibar, co-regia di Marcio Reolon - cortometraggio (2016)
- Tinta Bruta, co-regia di Marcio Reolon (2018)
- Ato noturno, co-regia di Marcio Reolon (2025)

#### Serie TV
- Other Than, co-regia di altri 12 registi - documentario TV (2012)
- O Ninho – serie TV, 4 episodi (2016)